# Back to the Future: Music from the Motion Picture Soundtrack
Back to the Future: Music from the Motion Picture Soundtrack è una colonna sonora che comprende le canzoni del film Ritorno al futuro. La colonna sonora è stata pubblicata negli Stati Uniti dalla MCA come vinile il 31 maggio 1985 mentre come CD il 25 ottobre 1990. 
Nel 2020 è stata rimasterizzata e stampata in un'edizione speciale in vinile da 180 grammi in tre colori: rosso, blu e "argento DeLorean" per celebrare il 35º anniversario dall'uscita del film e dell'album e per raccogliere fondi per la Fondazione Michael J. Fox per la ricerca sul Parkinson.

## Tracce
1. Huey Lewis and the News – The Power of Love – 3:58
2. Lindsey Buckingham – Time Bomb Town – 2:48
3. The Outatime Orchestra – Back to the Future – 3:20
4. Eric Clapton – Heaven Is One Step Away – 4:13
5. Huey Lewis and the News – Back in Time – 4:21
6. The Outatime Orchestra – Back to the Future Overture – 8:19
7. Etta James – The Wallflower (Dance with Me Henry) – 2:44
8. Marvin Berry and the Starlighters – Night Train – 2:18 – la voce di Marvin Berry è di Harry Waters, Jr.
9. Marvin Berry and the Starlighters – Earth Angel (Will You Be Mine?) – 3:02 – la voce di Marvin Berry è di Harry Waters, Jr.
10. Marty McFly with the Starlighters – Johnny B. Goode – 3:06 – la voce di Marty McFly è di Mark Campbell, l'assolo di chitarra è suonato da Tim May

## Brani non inclusi nell'album ma presenti nel film
- Four Aces – Mr. Sandman
- Fess Parker – The Ballad of Davy Crockett
- Johnny Ace – Pledging My Love